# 심사도법

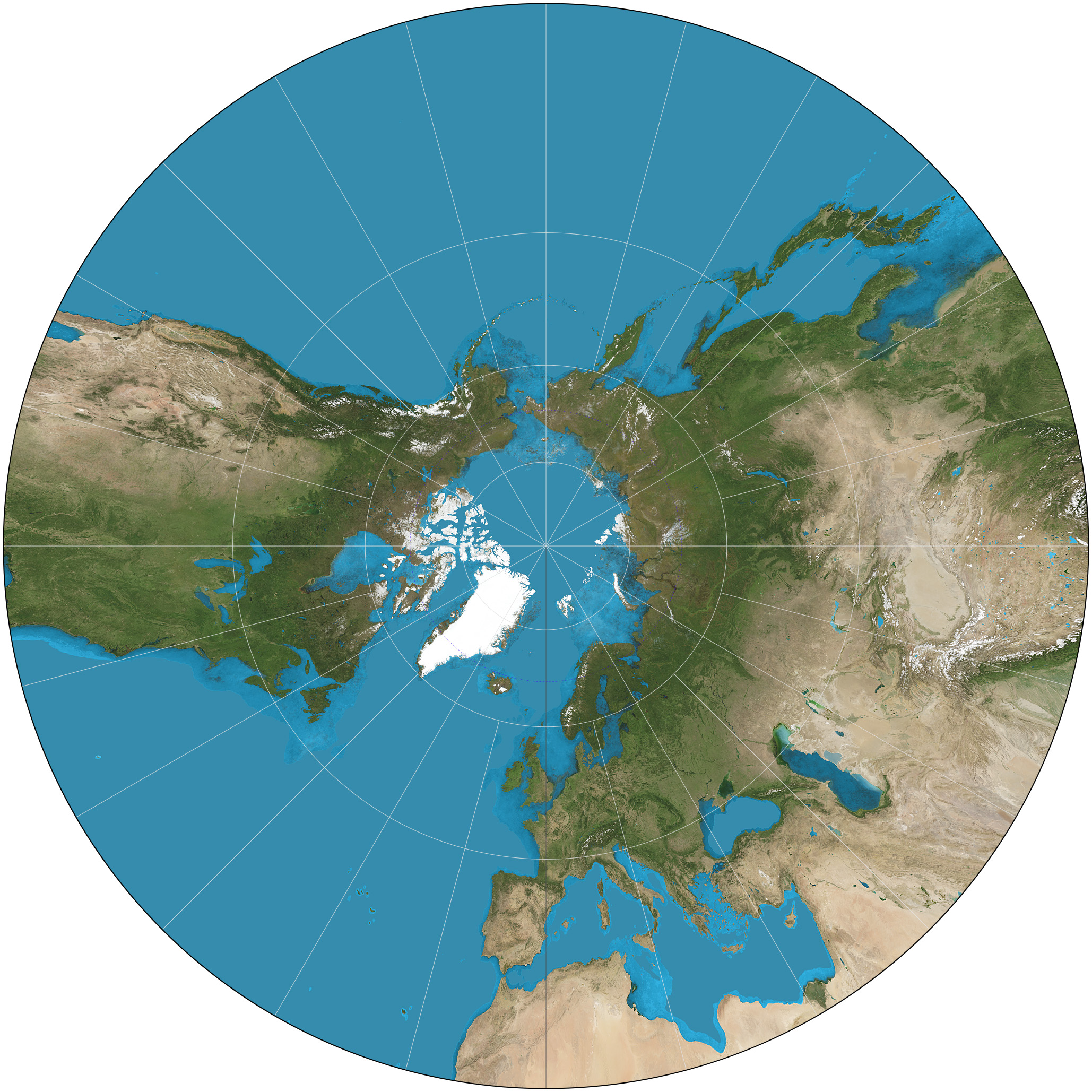

심사도법(心射圖法)의 정축법·횡축법·사축법은 어느것이든 지도상의 임의의 2점을 직선으로 연결하면 2점간의 최단 경로를 알 수 있다는 것이 특색이다. 반면에 이 도법은 정거·정적·정각이 아니며, 또 반구 이하밖에 그릴 수 없다.

## 공식
지구를 완벽한 구면이라고 가정할 경우, 투영 중심점으로부터 대상 지점까지의 실제 거리를 {\displaystyle d}, 지도상 거리를 {\displaystyle r}이라 하면, 다음과 같이 쓸 수 있다.
{\displaystyle r=\tan d}
특히, 종축법의 경우, 즉 극점을 중심으로 하는 경우에는 위도를 이용하여 다음과 같이 쓸 수도 있다.
{\displaystyle r=\cot \phi }